# Zajezdnia Komunalnego Przedsiębiorstwa Komunikacji Miejskiej w Białymstoku
Zajezdnia KPKM Białystok – zajezdnia położona przy ul. Składowej 11 w Białymstoku należąca do KPKM Białystok.